# Kruk (film 1976)
Kruk – polska baśń filmowa zrealizowana na podstawie opowiadania Czesława Kędzierskiego Trębacz raturszowy i król kruków opartego na poznańskiej legendzie. Film wyprodukowano w 1976 roku, ale swoja premierę miał w roku 1990.

## Treść
Dziesięcioletni Maciek jest synem trębacza ratuszowego w Poznaniu. Pewnego dnia ratuje rannego kruka. Okazuje się, że nie jest to zwykły ptak lecz król kruków. Król kruków ofiarowuje Maćkowi czarodziejską trąbkę, wyjaśniając, że kiedy jej użyje, on przybędzie mu z pomocą.  Wiele lat później miasto zostaje zaatakowane przez wroga. Wezwane na pomoc kruki pokonują najeźdźców.

## Obsada
- Grzegorz Czerniak - Maciek
- Karolina Figlarz - Kasia
- Piotr Sierżant - kolega Maćka
- Elżbieta Borkowska-Szukszta - matka Maćka
- Czesław Stopka - ojciec
- Jerzy Schejbal - król kruków
- Sławomir Pietraszewski